# Leucospermum oleifolium
Leucospermum oleifolium är en tvåhjärtbladig växtart som först beskrevs av Peter Jonas Bergius, och fick sitt nu gällande namn av Robert Brown. Leucospermum oleifolium ingår i släktet Leucospermum och familjen Proteaceae. Inga underarter finns listade i Catalogue of Life.